# Sarah Cleaveland
Sarah Cleaveland est chirurgien vétérinaire et professeur d'épidémiologie comparée à l'Université de Glasgow.

## Éducation
Cleaveland obtient un baccalauréat en médecine vétérinaire (VetMB) de l'Université de Cambridge en 1988, suivi d'un doctorat de la London School of Hygiene and Tropical Medicine en 1996  pour la recherche sur la rage et la Maladie de Carré dans le Serengeti de Tanzanie. Pendant ce temps, elle est étudiante de troisième cycle à l'Institut de zoologie de Regent's Park sous la direction de Chris Dye, Steve Albon et James Kirkwood.

## Carrière et recherche
Elle travaille au Centre for Tropical Veterinary Medicine de l'Université d'Édimbourg, avant de rejoindre l'Université de Glasgow en 2008 où elle est professeure à l'Institute of Biodiversity, Animal Health and Comparative Medicine et membre du Boyd Orr Centre for Santé de la population et des écosystèmes,. Une grande partie de la recherche de Cleaveland se concentre sur l'épidémiologie des maladies zoonotiques dans le nord de la Tanzanie, notamment la rage. Son travail comprend le lancement de programmes de vaccination de masse contre la rage pour les chiens domestiques dans le Serengeti, ce qui a non seulement évité indirectement des centaines de décès humains, mais également protégé des espèces sauvages telles que le chien sauvage africain en voie de disparition.
Ses recherches sont financées par le Biotechnology and Biological Sciences Research Council (BBSRC) et le Medical Research Council (MRC). 
Cleaveland est la première femme à recevoir le prix Trevor Blackburn de la British Veterinary Association en 2008 en reconnaissance de son travail sur les maladies infectieuses animales et humaines en Afrique. Elle est directrice fondatrice de l'Alliance pour le contrôle de la rage dont la mission est de prévenir les décès humains causés par l'infection par le virus de la rage et de réduire le fardeau de cette maladie chez les animaux. Elle est élue Fellow de la Royal Society of Edinburgh (FRSE) en 2012, élue à la National Academy of Medicine (États-Unis) en octobre 2015, et élue Fellow de la Royal Society (FRS) 2016 .
Elle est nommée Officier de l'Ordre de l'Empire britannique (OBE) lors de l'anniversaire de 2014 pour ses services à l'épidémiologie vétérinaire.
En 2018, Cleaveland reçoit la conférence Leeuwenhoek de la Royal Society pour son travail de pionnier en faveur de l'éradication de la rage dans le monde.
En 2020, Cleaveland reçoit la médaille George Macdonald.